# Ulrich-Arthur Birk
Ulrich-Arthur Birk (* 13. November 1949 in Leibi, jetzt Nersingen) ist ein deutscher Arbeits- und Sozialrechtler. Er ist Jurist und war Professor an der Otto-Friedrich-Universität Bamberg.

## Biografie
Nach dem Besuch des humanistischen Gymnasiums in Memmingen machte Birk im Juni 1969 das Abitur. Er studierte von 1969 bis 1974 Rechtswissenschaften an der Universität Regensburg. Es folgte das Referendariat in Regensburg, das 1977 er mit dem 2. juristischen Staatsexamen abschloss. 1982 promovierte Birk bei Wolfgang Däubler an der Universität Bremen zum Dr. jur. mit dem Thema: Die Mitbestimmung des Betriebsrates bei der betrieblichen Altersversorgung. Nach beruflichen Tätigkeiten als Rechtsanwalt und als Rechtsschutzsekretär beim DGB-Rechtsschutz in Bamberg war Birk von 1980 bis 1985 wissenschaftlicher Mitarbeiter bei Johannes Münder an der TU Berlin. Von 1986 bis 1990 war Birk als Professor an der Fachhochschule Frankfurt, Fachbereich Sozialarbeit, Lehrgebiet Recht der Sozialen Arbeit tätig. 1991/1992 folgte ein Forschungsaufenthalt an der Universidad de Deusto in Bilbao, Spanien. Von 1992 bis 2009 hatte er eine Professur für Recht am Fachbereich Soziale Arbeit der Universität Bamberg inne. Von 2009 bis 2015 war Birk Professor für Recht der Sozialen Sicherung und Migrationsrecht an der Sozial- und Wirtschaftswissenschaftlichen Fakultät der Universität Bamberg. Er ist seit dem Sommersemester 2015 pensioniert und arbeitet jetzt als Rechtsanwalt in Bamberg.
Birk ist ausgewiesener Experte in betrieblicher Altersversorgung. Er berät Betriebsräte in allen Angelegenheiten der betrieblichen Altersversorgung nach § 80 Abs. 3 BetrVG. Er war in den letzten 15 Jahren für Betriebsräte von über 100 Unternehmen in Deutschland tätig, z. B. für den Gesamtbetriebsrat der ZF Friedrichshafen AG, den Gesamtbetriebsrat der Linde AG und den Konzernbetriebsrat der ERGO-Versicherungsgruppe. Birk ist Inhaber des Instituts für betriebliche Altersversorgung und Zeitwertkonten (IBA) in Bamberg.
Ulrich-Arthur Birk ist Mitglied im Netzwerk Wissenschaftsfreiheit.

## Publikationen (Auswahl)
- Lehr- und Praxiskommentar Sozialgesetzbuch II: Grundsicherung für Arbeitslose, 6. Auflage 2017 (zusammen mit elf anderen Autoren)
- Lehr- und Praxiskommentar Sozialgesetzbuch XII, 11. Auflage 2018 (zusammen mit vierzehn anderen Autoren)
- Kommentierung der §§ 1-14 BEEG in Arbeitsrecht Handkommentar 4. Auflage 2017.